# Спас-Заулок
Спас-Заулок — село у складі міського поселення Клин Клинського району Московської області Російської Федерації.

## Розташування
Селище Спас-Заулок входить до складу міського поселення Клин, воно розташовано на північ від міста Клин. Найближчі населені пункти Вельмогово, Медведково. Найближча залізнична станція Клин.

## Населення
Станом на 2010 рік у селищі проживало 1547 людей

## Пам'ятки архітектури
У селі збереглася кам'яна церква Преображення Господнього збудована у 1837 році.